# 読書の儀

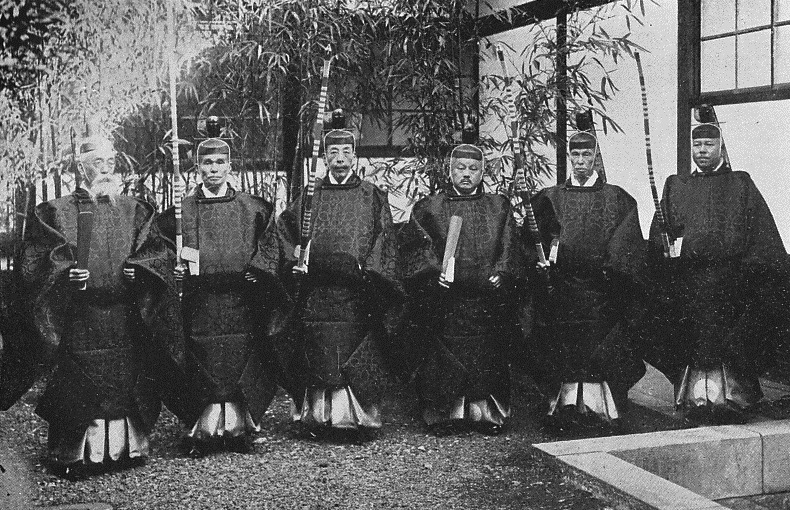
明仁親王誕生時に行われた読書鳴弦の儀奉仕員（左より市村瓚次郎、有馬良橘、大給近孝、辻善之助、松浦靖、細川立興）

読書の儀（どくしょのぎ）とは、皇子などの誕生の際に行われる御湯殿儀（浴湯の儀）の一環で、七夜までの毎日朝夕の2回、新生児を入浴させている間に博士が漢籍中にある祝意を持つ文章の1節を取り上げてこれを読む儀式。鳴弦の儀と同時並行で行われる場合もある。
皇子の場合、博士の中から最大3名が選ばれて交替で読み上げた。通常儒教の経典を読み上げる場合には明経道から、史書を読み上げる場合には紀伝道から選ばれる慣例となっていた。テキストとしては、前者の場合には『易経』第一乾卦など、後者の場合には『史記』五帝本紀・魯世家や『漢書』文帝紀などが選ばれた。『御堂関白記』によれば、敦成親王（後の後一条天皇）誕生時には明経道の中原致時、紀伝道の藤原広業・大江挙周が担当したことが知られている。